# José María Linares-Rivas
José María Linares-Rivas (Madrid, España; 17 de marzo de 1901-Ciudad de México, México; 13 de abril de 1955) fue un actor, locutor, escritor y guionista español. Trabajó ampliamente en teatro y radio en todo Iberoamérica, Francia y Filipinas. Es mayormente recordado por el cine de España, Cuba y México en donde interpretó en varias ocasiones papeles de hombres mundanos y villanos elegantes.

## Biografía
José María Linares-Rivas y Laguno nace en Madrid, el 17 de marzo de 1901, hijo del abogado Emilio Linares-Rivas y Astray-Caneda y Enriqueta de Laguno y González-Valdés, su tío fue el eminente dramaturgo Manuel Linares Rivas. Proveniente de un linaje de escritores, actores, militares y políticos, José María dominaba el francés, el italiano y el inglés. Realiza estudios de leyes y de medicina en la Escuela de San Carlos y se traslada a Valladolid. Cinco años más tarde recorre Italia para optar por la pintura. Al regresar a su país, hasta intenta torear en una plaza pero desiste a la primera embestida.
Debuta como actor de teatro tras una apuesta con el director Romero Marchent, que tenía en escena la comedia Antes Bésame en el Teatro Fontalba. Tras su actividad teatral como autor e intérprete en que incluso llegó a dar 4 funciones diarias, hace su debut en cine a principios de los años 30, filmando cintas como La Dolorosa y Destino de mujer en 1934, Madrid se divorcia (1935) y Centinela, alerta! (1937). A fines de la década, tras los problemas políticos del país (guerra civil) inicia una gira por toda América Latina.
Llegando a Cuba en 1938, mientras se recuperaba de una operación por apendicitis conoce a quien sería su esposa, la poetisa, escritora y periodista Sarah Cabrera (1913-1983), quien luego incursionaría también en el guionismo, locución y actuación. Linares-Rivas aceptó filmar tres cintas en la isla: El romance del palmar (1938), Mi tía de América y Estampas habaneras ambas de (1939).
Después de su estadía en Cuba, Linares-Rivas continúa con su gira por Sudamérica con su compañía teatral y radial, al lado de Sarah Cabrera filmando Carambola (1939), pasando por Bogotá, Quito e instalándose por largo tiempo en Perú, en donde dirige la Asociación de Artistas Aficionados y actúa en numerosas obras de teatro y radiofónicas. A finales de los años 40 viaja a México, siguiendo su trabajo en teatro y regresando al cine con una exitosa película en la que trabaja con su compatriota, también exiliada Emilia Guiu: Pecadora (1947), ante el éxito de ésta le dan nuevos personajes en films como Los amores de una viuda (1949), protagonizada por Rosario Granados; Cita con la muerte (1949), con Carmen Montejo y Lilia Prado; La venenosa (1949) con Gloria Marín; La virgen desnuda (1950) con Susana Guízar y Gustavo Rojo; Doña Diabla (1950) en la que trabaja con la diva sonorense María Félix y por la que logra su primera nominación al Ariel; Lodo y armiño (1951), su película favorita y en donde actúa al lado de su compatriota Armando Calvo; En carne viva (1951), con la rumbera cubana Rosa Carmina; La noche avanza (1952) de Roberto Gavaldón protagonizada por Pedro Armendáriz y Rebeca Iturbide; El rebozo de Soledad (1952), también de Gavaldón; Me traes de un ala (1953) con el cómico Germán Valdés “Tin Tan” y Silvia Pinal; Las tres perfectas casadas (1953) con Arturo de Córdova y por la que logra su segunda nominación; Mis tres viudas alegres (1953); El monstruo resucitado (1954), cinta de culto por los amantes del terror y en la que interpreta al deforme doctor Ling que crea un monstruo "guapo" (Carlos Navarro) y se enamora de la hermosa Nora (Miroslava).
Otras cintas importantes de su filmografía fueron Huellas del pasado y La Loca con Libertad Lamarque; Un extraño en la escalera (1954), cinta consagratoria de Silvia Pinal donde Linares-Rivas tiene una extraordinaria actuación; Historia de un abrigo de mink (1955), en un duelo de actuación con Columba Domínguez y Ensayo de un crimen (1955) junto a Rita Macedo, última película que filmaran Miroslava Stern y también 
Linares-Rivas fallecidos a inicios del año. Esta película fue realizada por Luis Buñuel, a quien conoció desde 1937 cuando este último codirigió Centinela, alerta! en la que Linares-Rivas participaba.
A pesar de que en México no alcanzó el estatus estelar como el que consiguieron sus compatriotas Jorge Mistral y Armando Calvo, Linares-Rivas logró aclamadas actuaciones como antagónico principal, dando soporte y fuerza a los filmes en que participó. Indudablemente, logró un merecido prestigio dentro de la industria cinematográfica mexicana en su mejor etapa.
José María Linares-Rivas muere el 13 de abril de 1955 en la Ciudad de México. Está sepultado en la Rotonda de Actores del Panteón Jardín, en la misma ciudad.

## Filmografía

### Películas
- El mártir del calvario (1952)
- Historia de un abrigo de mink (1954)

## Reconocimientos

### Premios Ariel
| Año  | Categoría             | Película                   | Resultado   |
| ---- | --------------------- | -------------------------- | ----------- |
| 1951 | Coactuación Masculina | Doña Diabla                | Nominado    |
| 1954 | Coactuación Masculina | Las tres perfectas casadas | Nominado    |
| 1954 | Ariel Honorario       |                            | Post mortem |